# Megasema deraiota
Megasema deraiota là một loài bướm đêm trong họ Noctuidae.